# Peter Schmidtmeyer
Peter Schmidtmeyer (Ginebra, 1772 - Zante, 1829) fue un banquero, filántropo y viajero inglés de ascendencia suiza, famoso por su libro publicado en Londres sobre el viaje realizado a Chile en 1820-21, que acompañó de ilustraciones realizadas por conocidos litógrafos principalmente en base a sus dibujos. 

## Biografía
Peter Schmidtmeyer se instaló tempranamente en Londres y a los 22 años, a principios de 1775, obtuvo la ciudadanía del Reino Unido, como consta en las actas de la Cámara de los Comunes. En la capital británica se dedicó a los negocios bancarios y se despertó en él el interés por el Nuevo Mundo.
En 1819 partió a América del Sur y después de desembarcar en Buenos Aires, emprendió viaje hacia Chile, a través de Mendoza y el paso de Uspallata. Durante la travesía, Schmidtmeyer, como tantos viajeros de la época, hacía dibujos. Después servirían de base a litografías que encargó principalmente a Agostino Aglio y a George Johann Scharf y que serían publicadas en el libro que escribió sobre su viaje. 
Schmidtmeyer propuso a Bernardo O'Higgins la creación de un colonia suiza de católicos y el director supremo se entusiasmó con la idea como se refleja en la carta que a comienzos de 1821 dirigió al presidente del Senado apoyando esta iniciativa. "En el estado de despoblacion de Chile, i de falta de industria, con dificultad puede presentarse objeto mas digno de la consideracion de V. E. que el establecimiento de hombres que reúnan la industria, la laboriosidad, las ideas de libertad, una regular ilustracion i, sobre todo, la misma relijion del país. Yo lo recomiendo particularmente a la atencion de V. E. para que, ya sea con las mismas condiciones que se proponen en la espresada nota, o ya con las que V. E. juzgase mas oportunas i eficaces, se decida con la brevedad un asunto que debe traer tantas ventajas al Estado" decía O'Higgins en su mensaje.
La propuesta de Schmidtmeyer fue aprobada el 9 de marzo de ese año, estipulándose que en un principio fueran 200 las familias invitadas, que se trajeran no solo agricultores, sino también "los que profesaren algún ejercicio o industria útil al país", que se diera preferencia a los  habitantes de los cantones católicos y que "no puedan enajenar las tierras que se les señalen sino despues de cultivadas i jamas en manos muertas, siendo nulas las ventas que se hagan en otra forma i confiscados los bienes de los que falten al cumplimiento de esta condicion".
A pesar de esta aprobación y del apoyo de O'Higgins, el proyecto jamás se concretó. Pero lo que no consiguió Schmidtmeyer en Chile lo logró en Brasil: para financiar la colonia de Nova Friburgo, impulsó la creación de la Sociedad Filantrópica Suiza que se creó en Rio de Janeiro el último día de mayo de 1821.
Al regresar a Europa, Schmidtmeyer publicó en Londres, en 1824 Travels into Chile, over the Andes, in the years 1820 and 1821, sobre su viaje. Falleció cinco años más tarde en la isla de Zante que había sido ocupada por los británicos en 1809 y que en 1815 pasó a formar parte de la República de las Islas Jónicas como protectorado de Gran Bretaña.
Schmidtmeyer dejó inédita una obra de teatro, The Travellers. An Entertaiment in two Acts (Los viajeros), cuyo original en inglés, con variantes, se encuentra en la Biblioteca de Ginebra.

## Viaje a Chile a través de Los Andes
El  libro Travels into Chile, over the Andes, in the years 1820 and 1821: with some sketches of the productions and agriculture apareció en Londres en 1824 publicado por Longman y financiado por el mismo Schmitdmeyer. Además de interesantes observaciones sobre las costumbres y la vida económica de las regiones por las que pasó, la obra estaba ilustrada con una serie de litografías, para las que se utilizaron, además de los dibujos hechos por el mismo Schmidtmeyer, algunos de James Paroissien, conocido en los países del Cono Sur como Juan Diego Paroissien o Diego Paroissien, y otros bocetos de autores a los que no se identifica. Paroissien era un médico inglés, descendiente de hugonotes, que participó en el proceso de independencia de Argentina, Chile y Perú.
Las litografías fueron encargadas a famosos grabadores de la época: el italiano Agostino Aglio, formado en la Academia de Milán, y el alemán George Johann Scharf, quienes, como Schmitdmeyer, se habían instalado en Londres. En total, el libro lo ilustraron 30 litografías, algunas plegables, hechas en 26 páginas. Entre ellas se encuentra el primer plano de la ciudad de Santiago de Chile hecho en la época republicana (el segundo corresponde al publicado por John Miers dos años más tarde).
Juan Manuel Martínez, en el libro El paisaje chileno. Itinerario de una mirada, señala que "la obra de Peter Schmidtmeyer es interesante en cuanto a registro visual, pero mantiene una estructura convencional en la representación, lo que se puede apreciar en las imágenes que acompañan el libro que relata su expedición, como son el cruce de los Andes o las vistas de Santiago; sus paseos o edificios emblemáticos, donde aparecen, junto con el paisaje, los diferentes tipos humanos que representaban a la variedad de grupos sociales que integraba esta nueva nación americana. Todo lo cual, para el mundo europeo no hispánico, eran prácticamente desconocido". Memoria Chilena destaca también que el viajero "se interesó en retratar el carácter exótico" que a los ojos europeos tenía el recorrido que realizó.

### Litografías basadas en bocetos de Schmidtmeyer

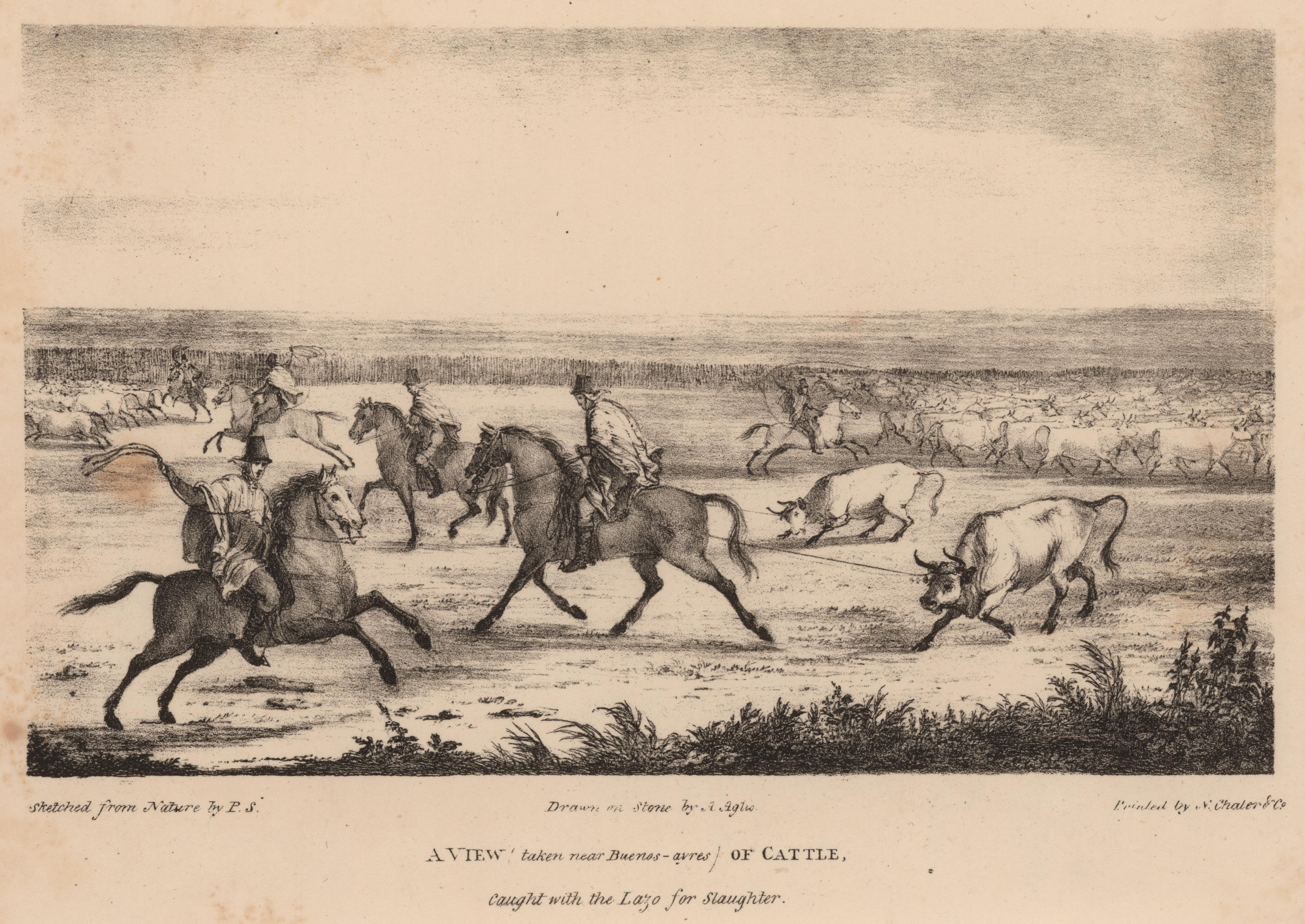
Ganado cerca de Buenos Aires
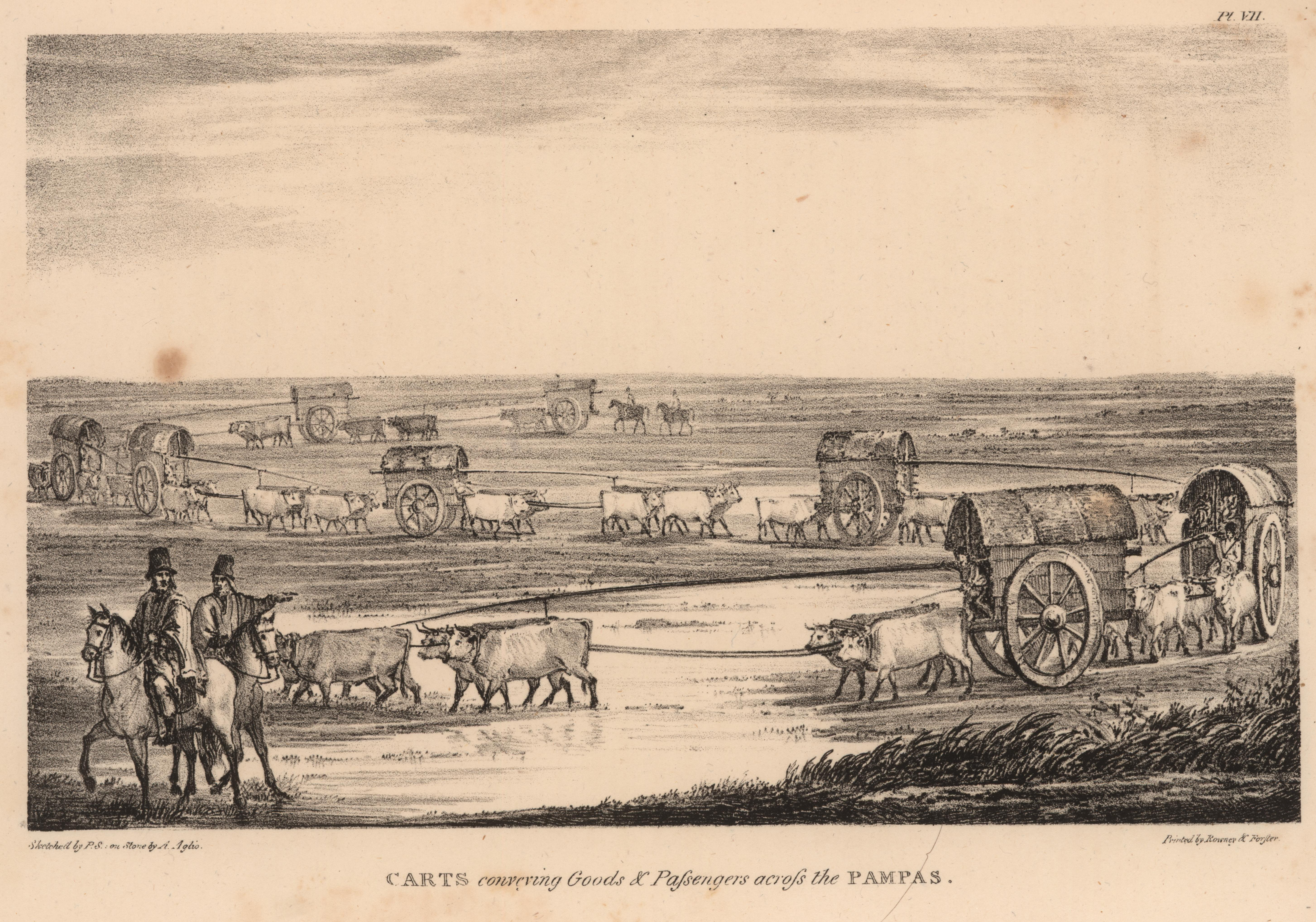
Carros con productos y pasajeros
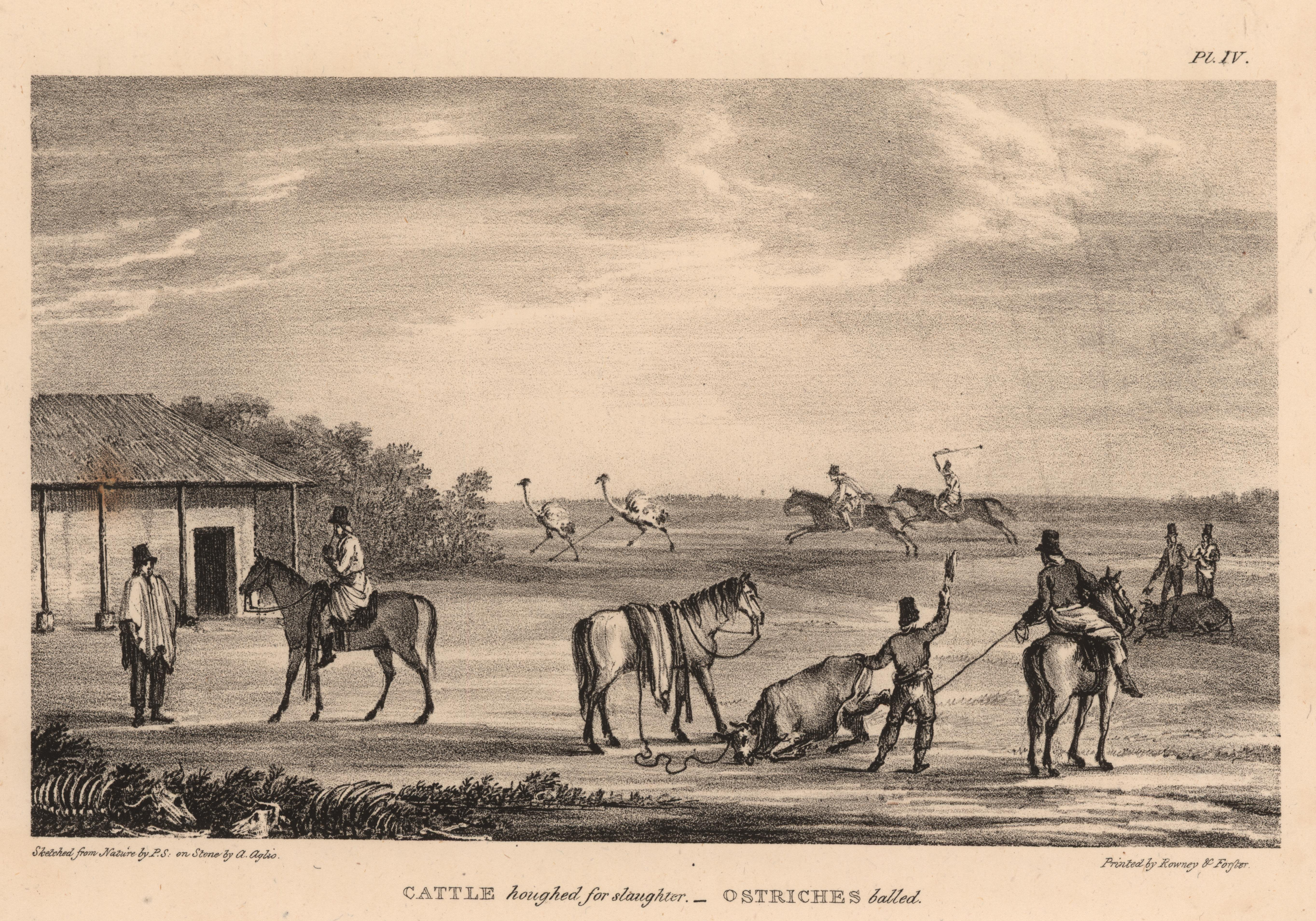
Ganado laceado y gauchos cazando ñandúes
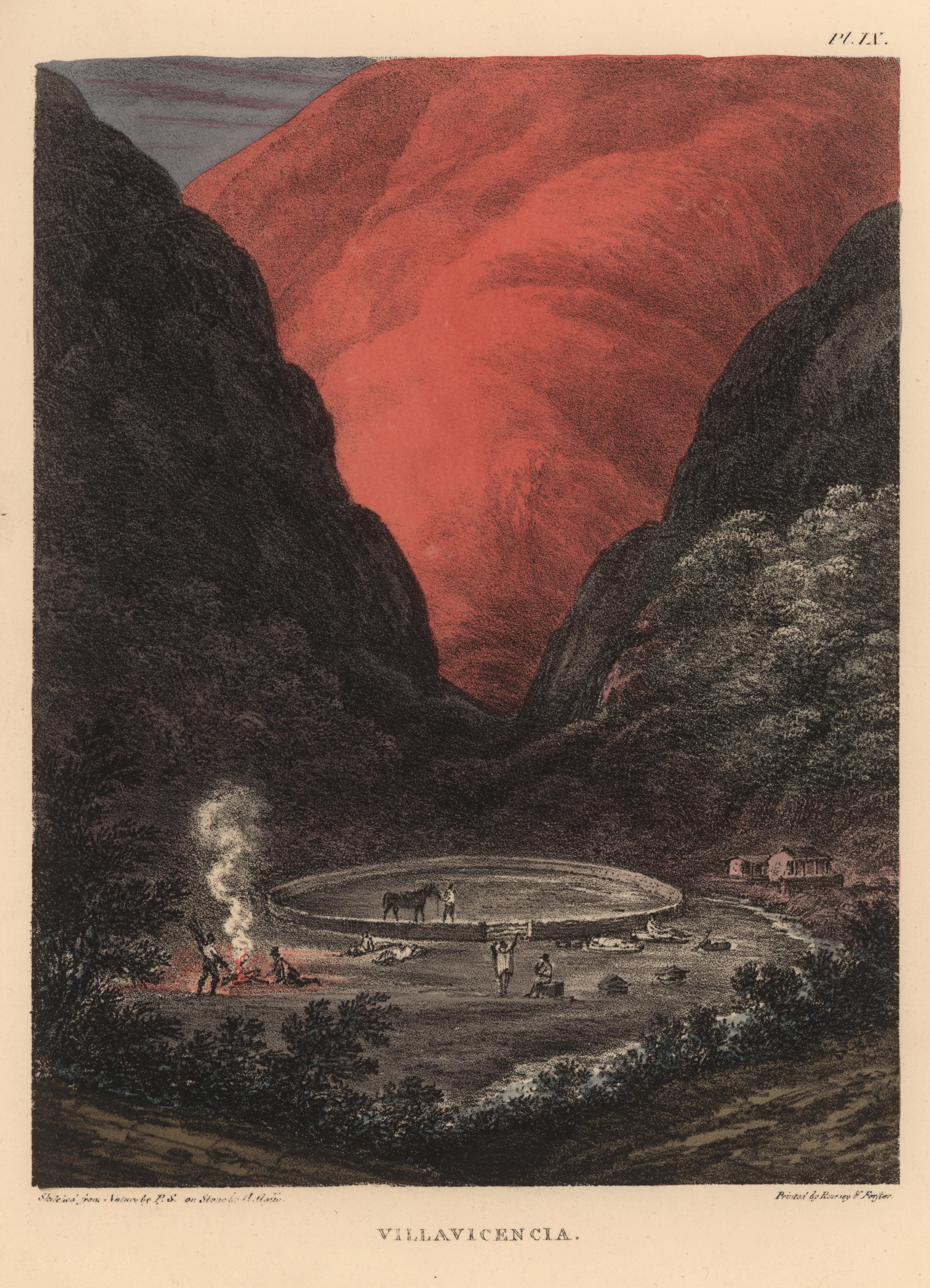
Villavicencio
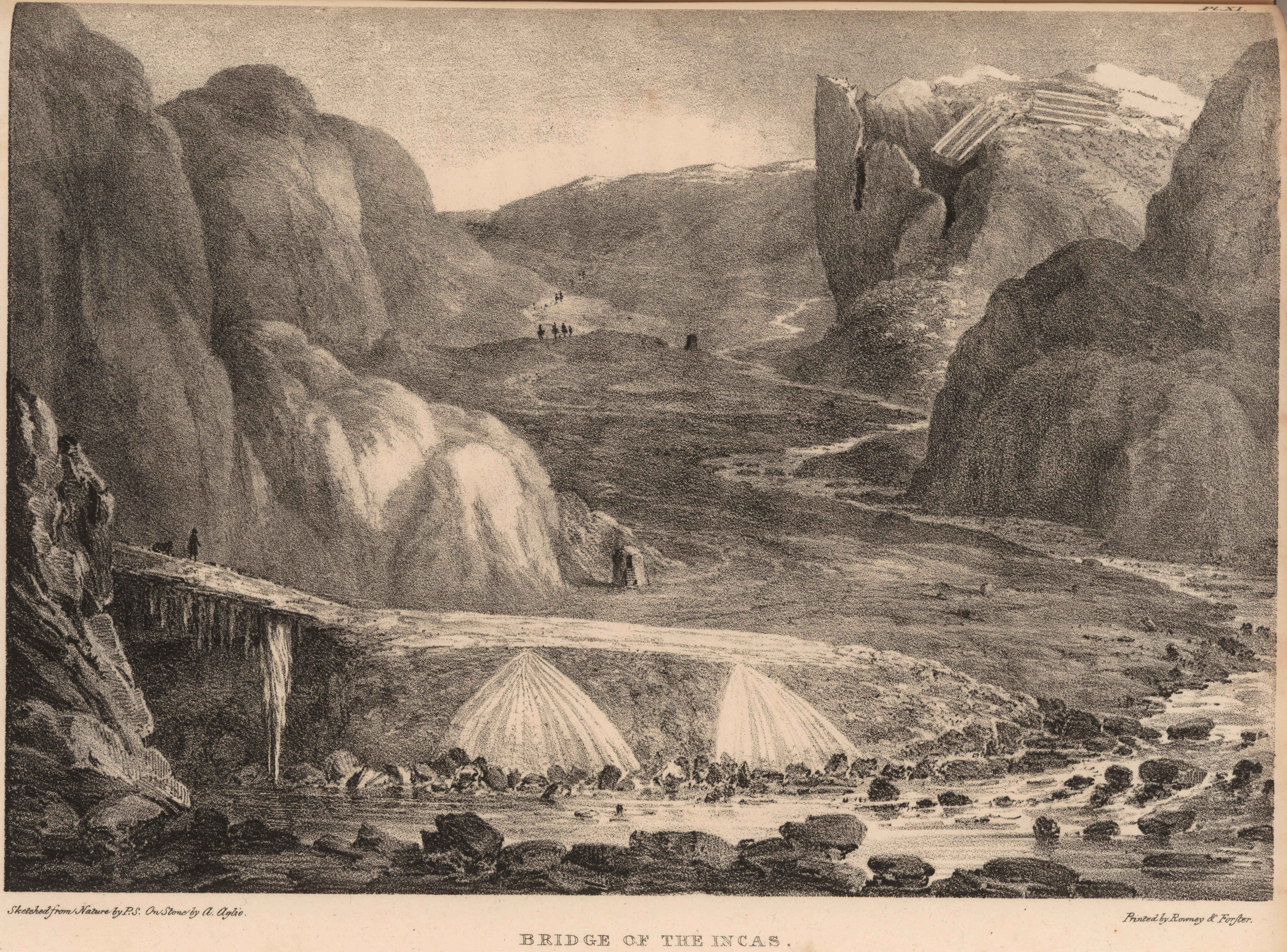
Puente del Inca
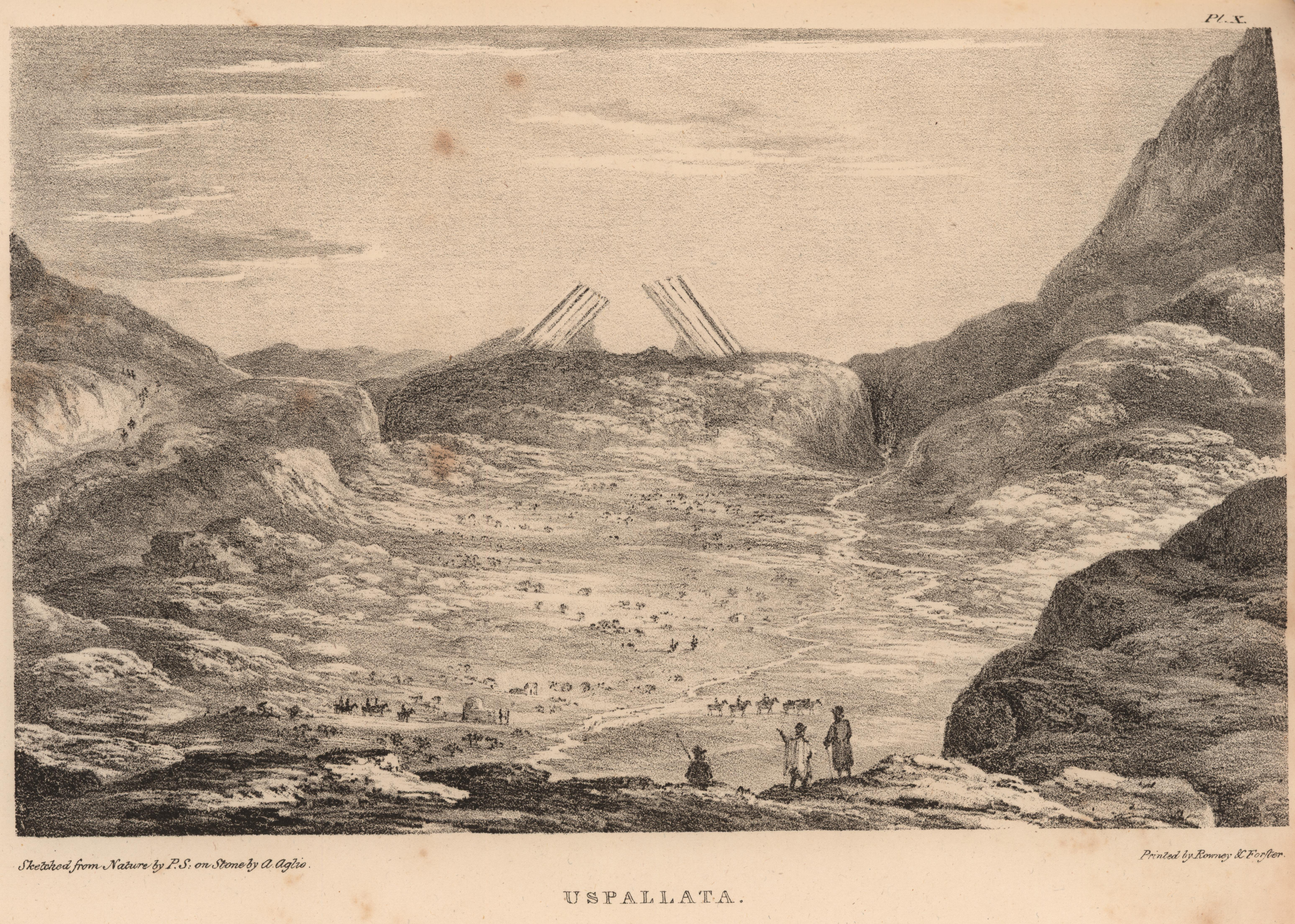
Uspallata
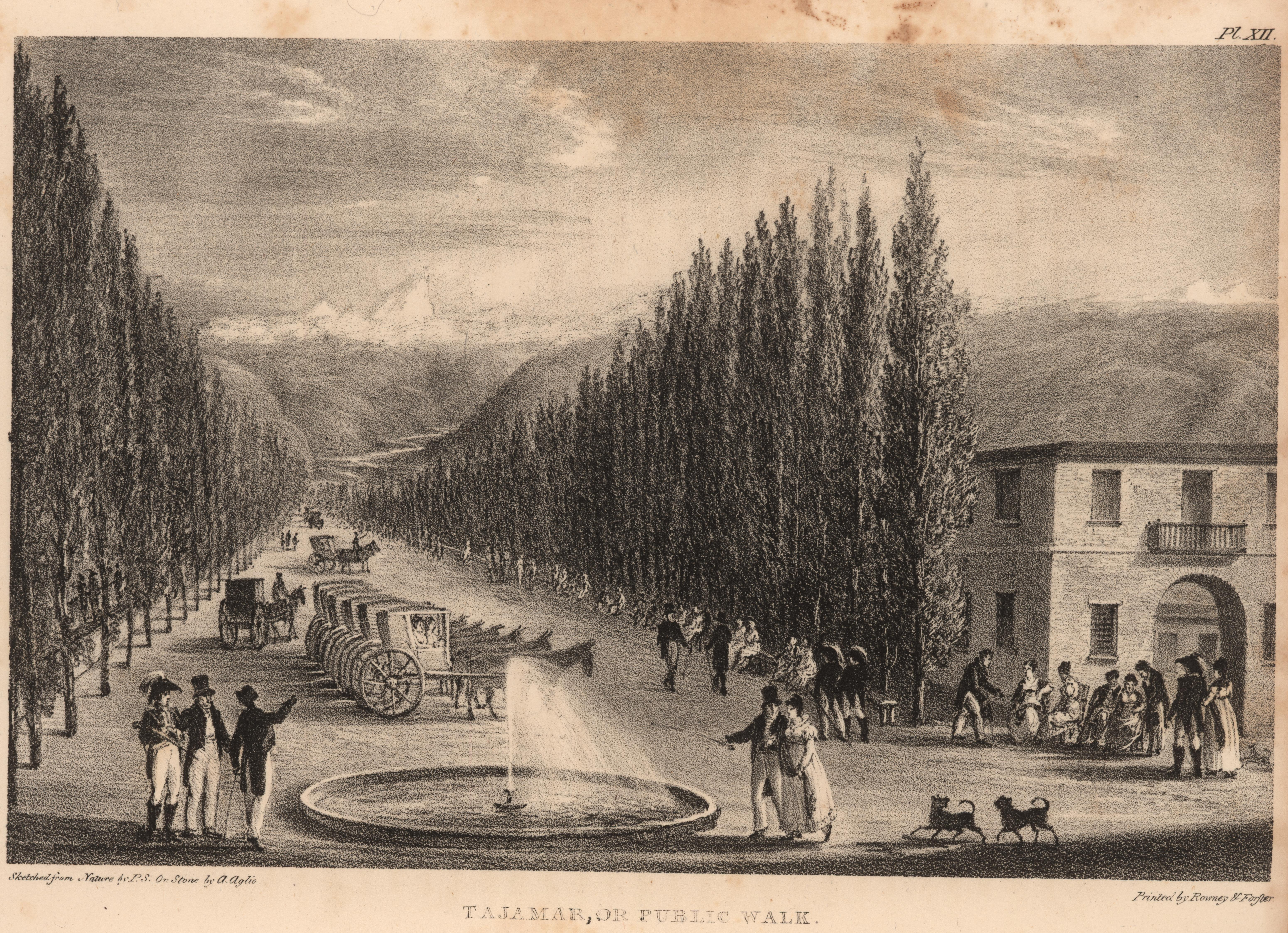
Paseo del Tajamar

George Johann Scharf

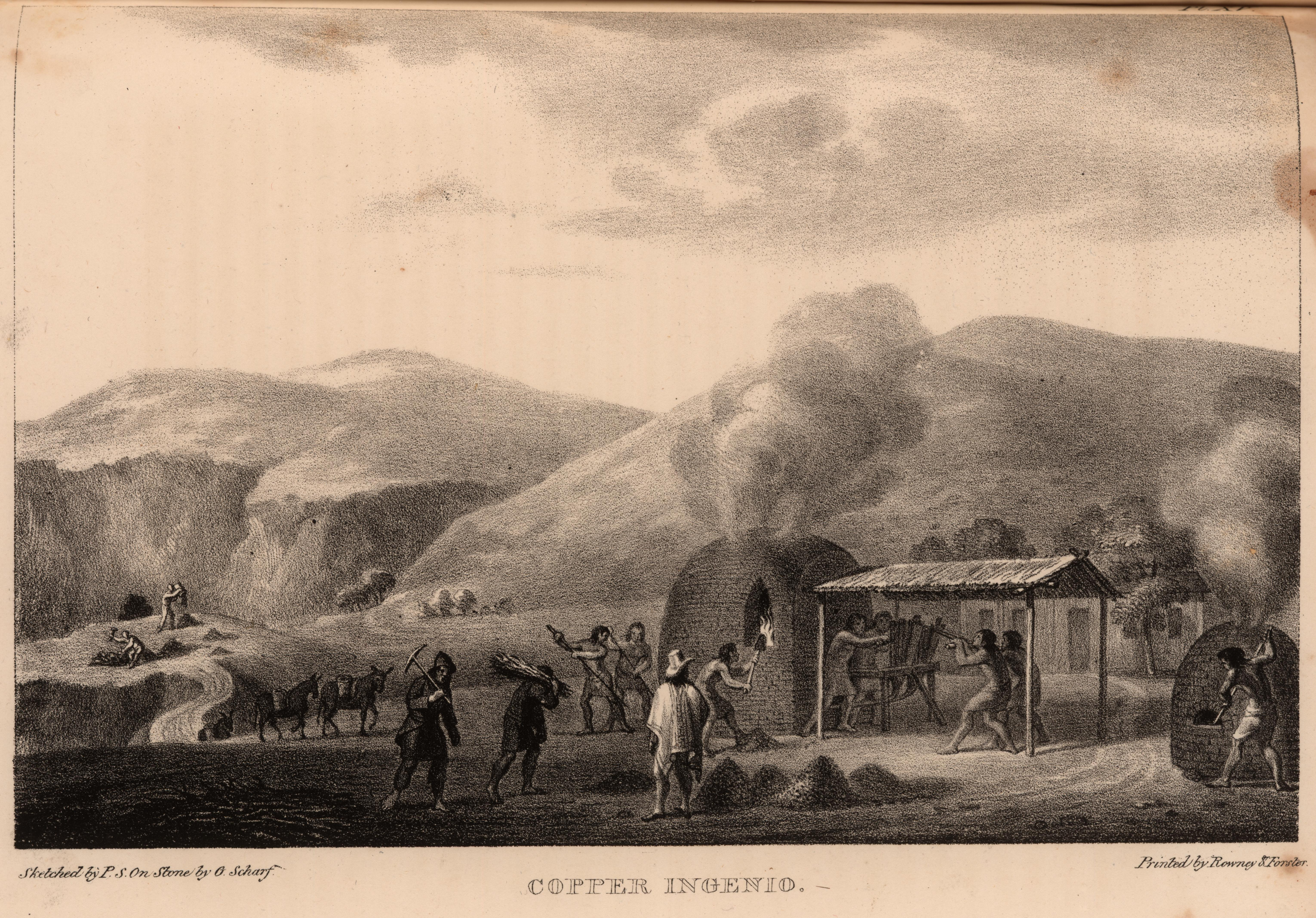
Ingenio de cobre
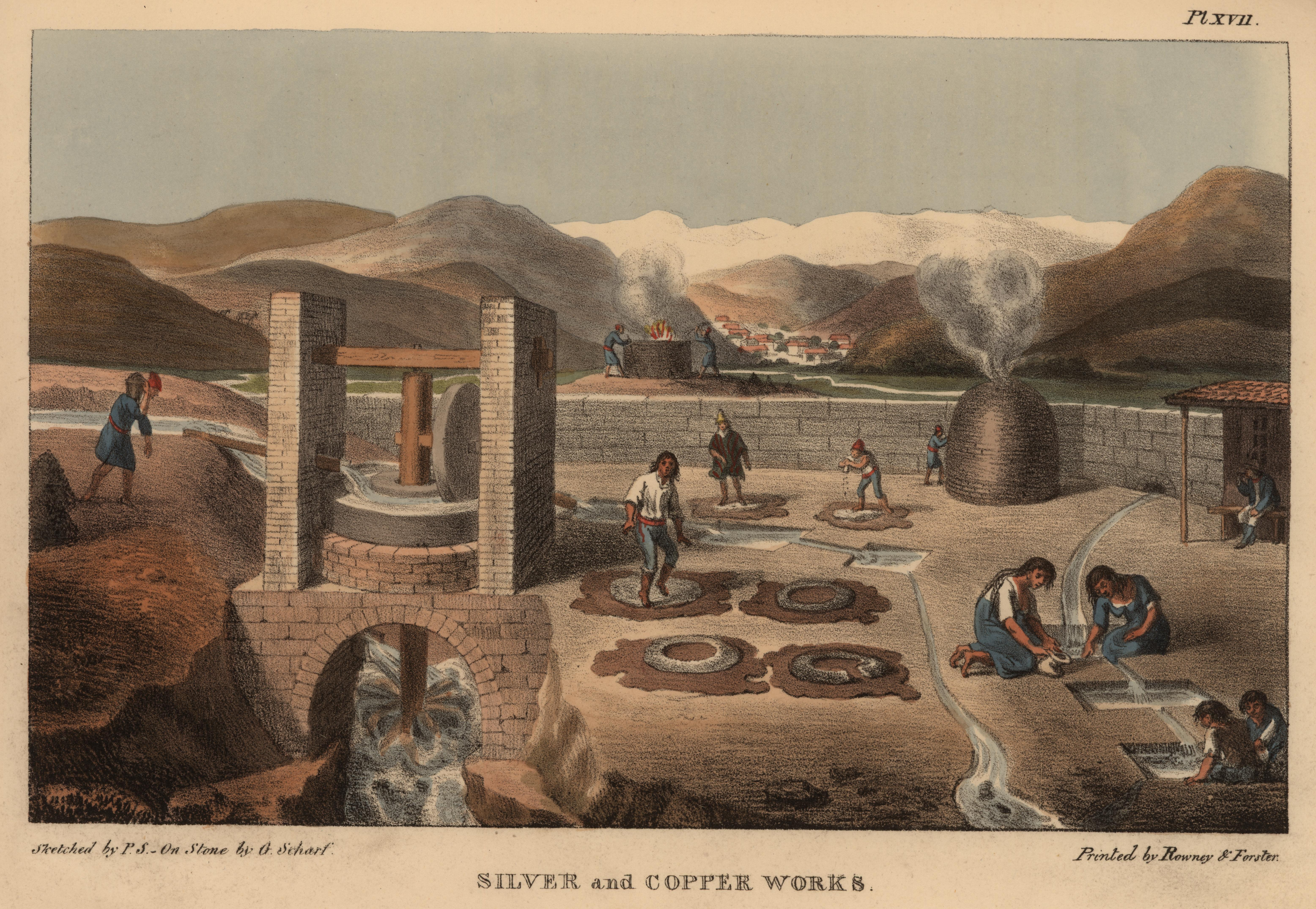
Labores de plata y cobre
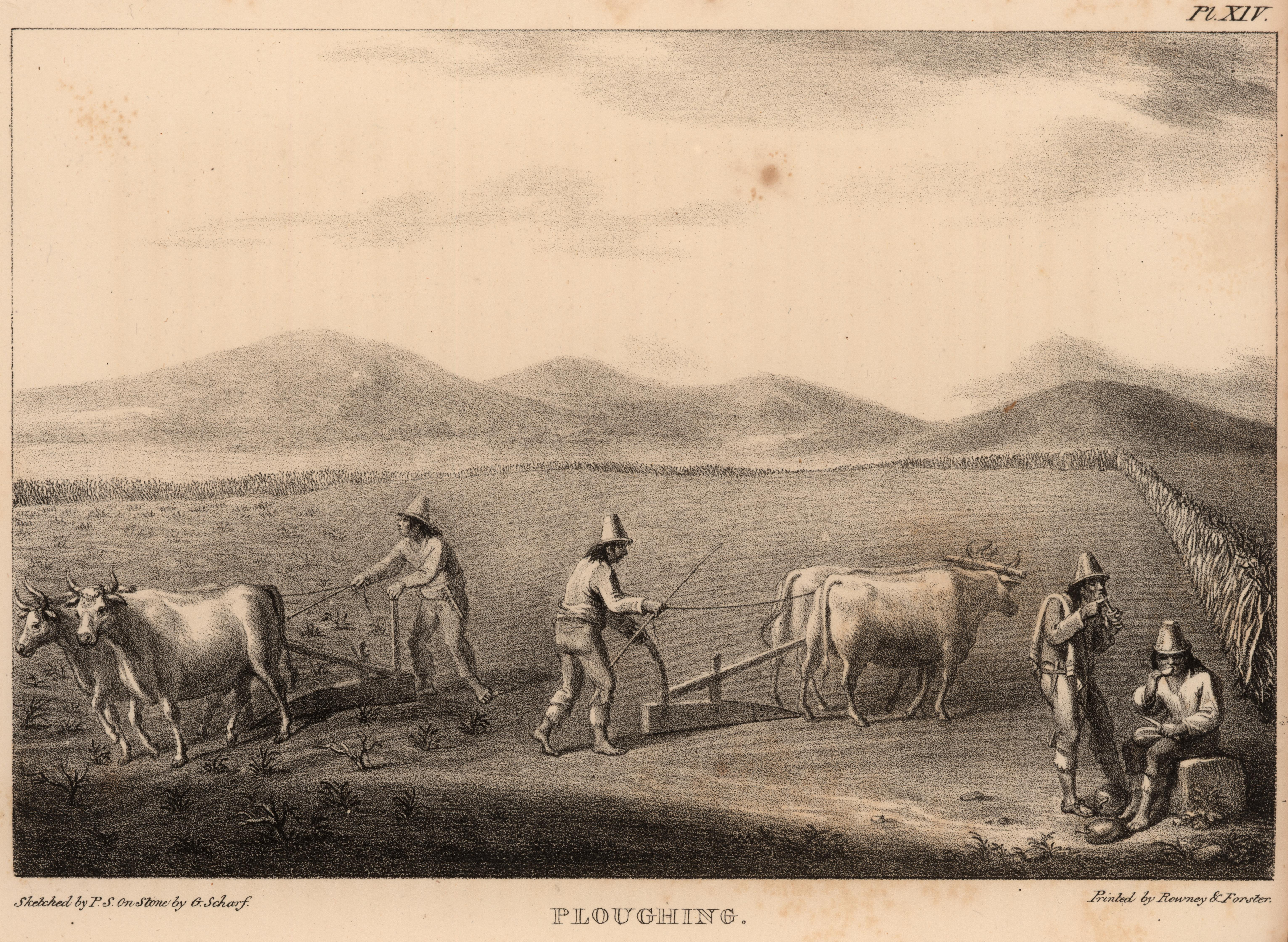
Arando
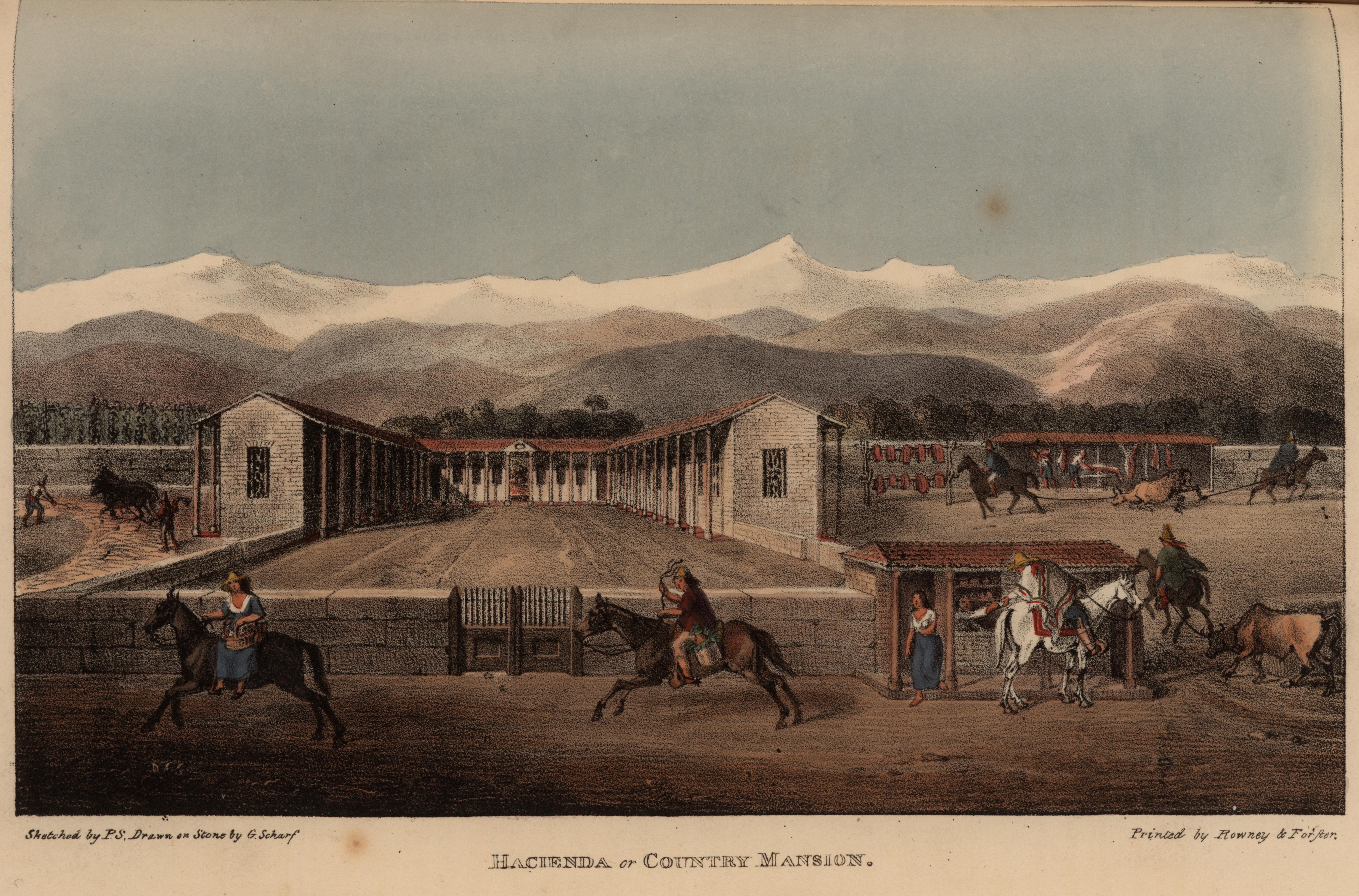
Casa patronal de una hacienda
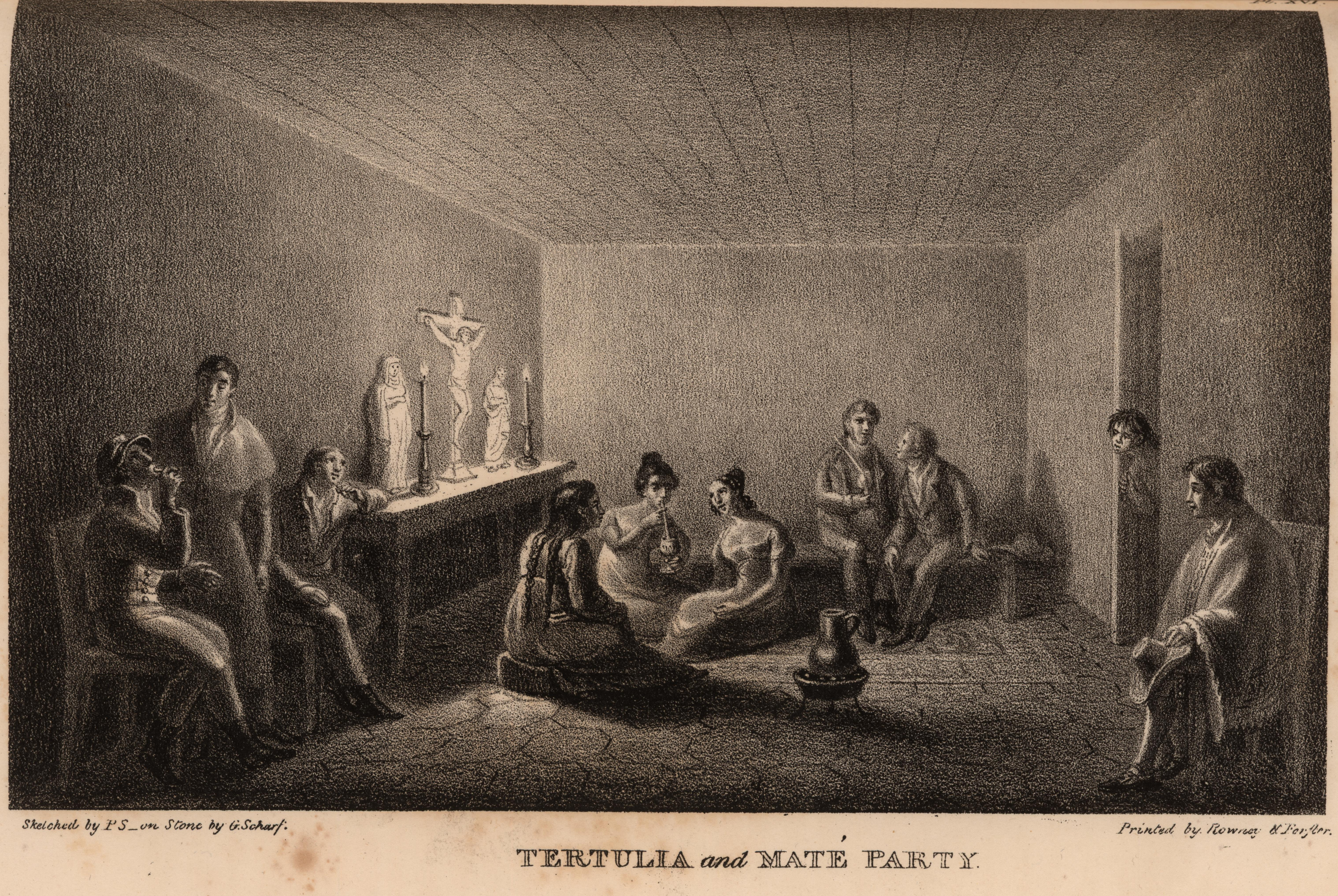
Tertulia con mate
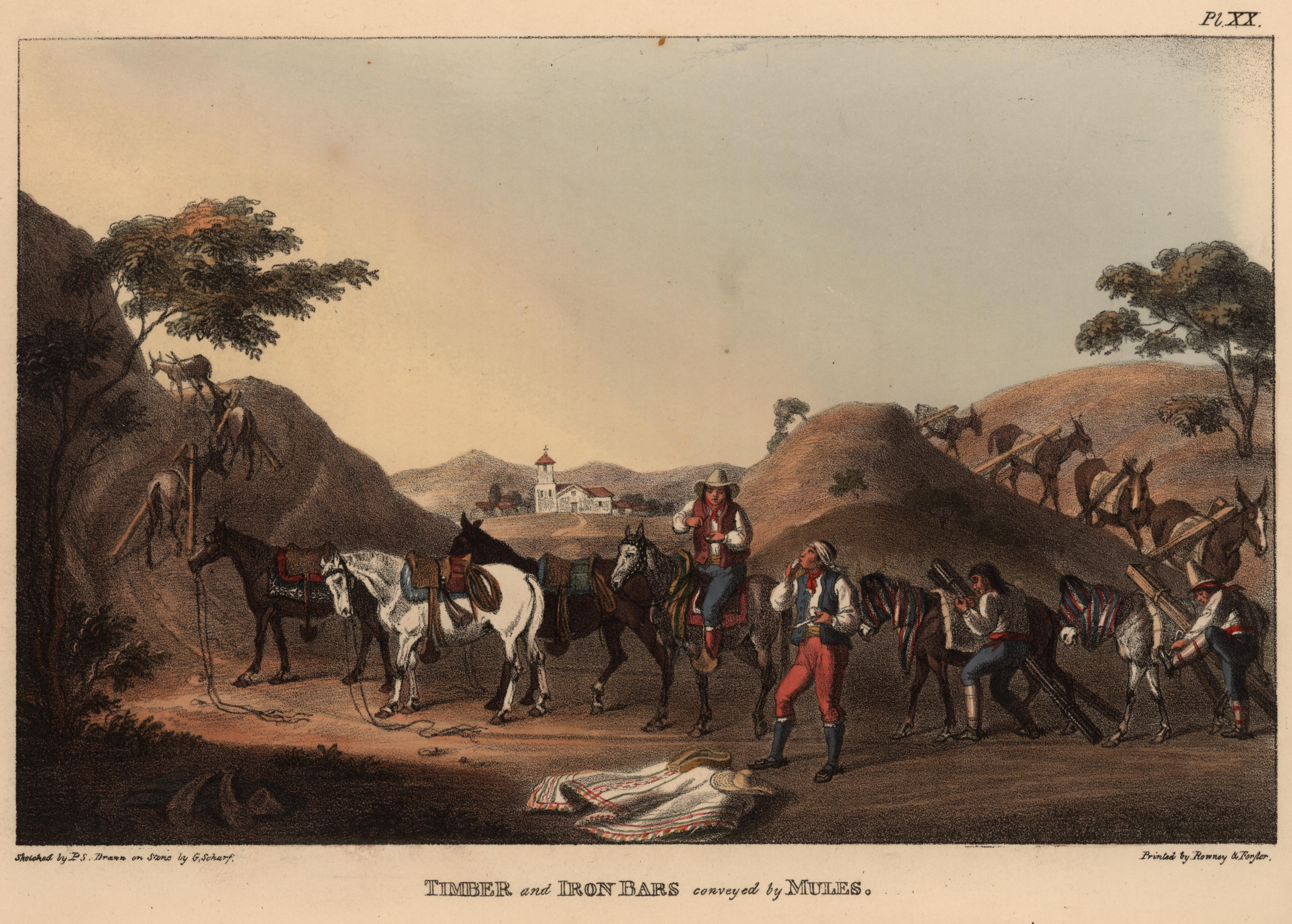
Mulas con madera y barras de hierro
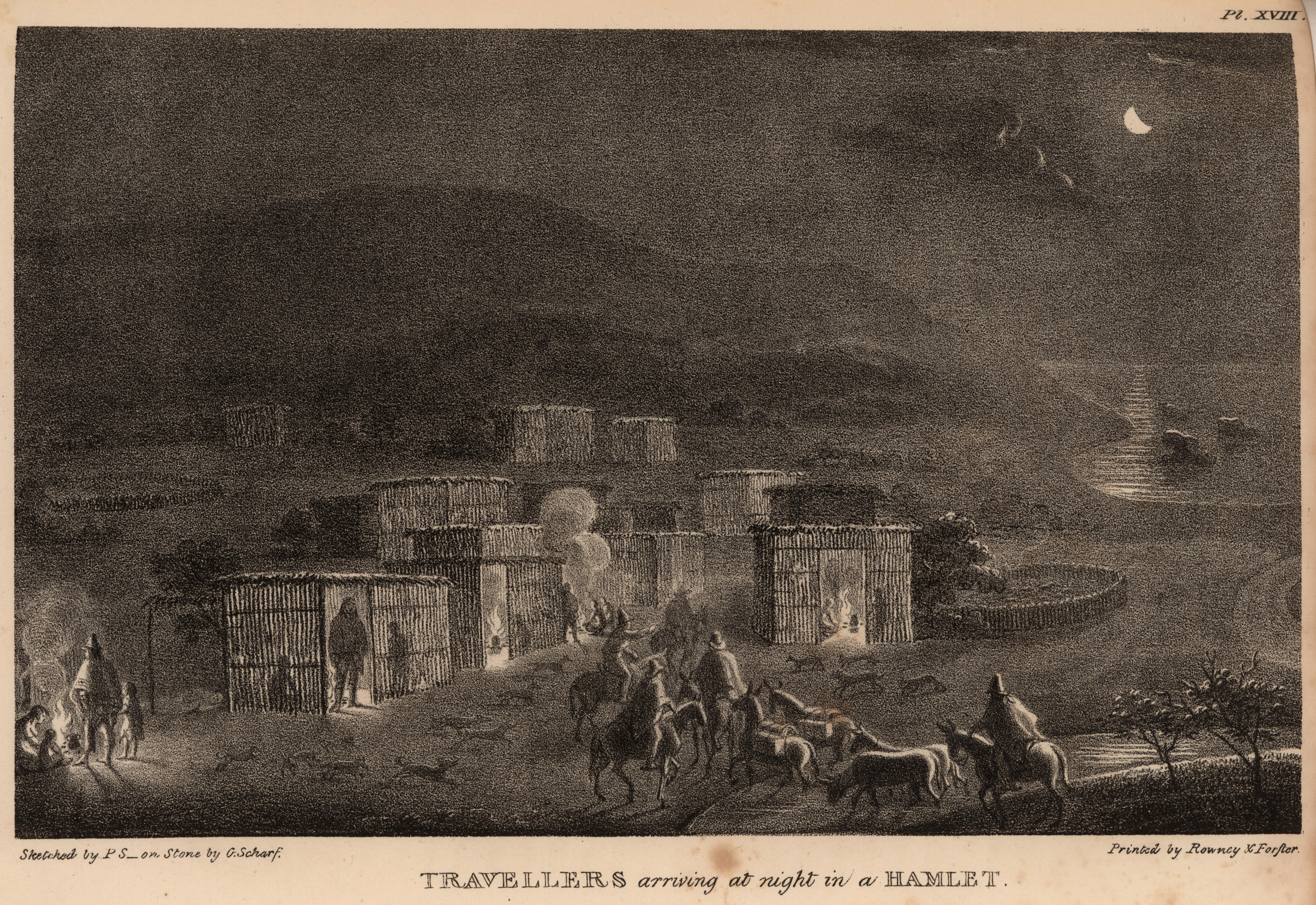
Llegando en la noche a un caserío
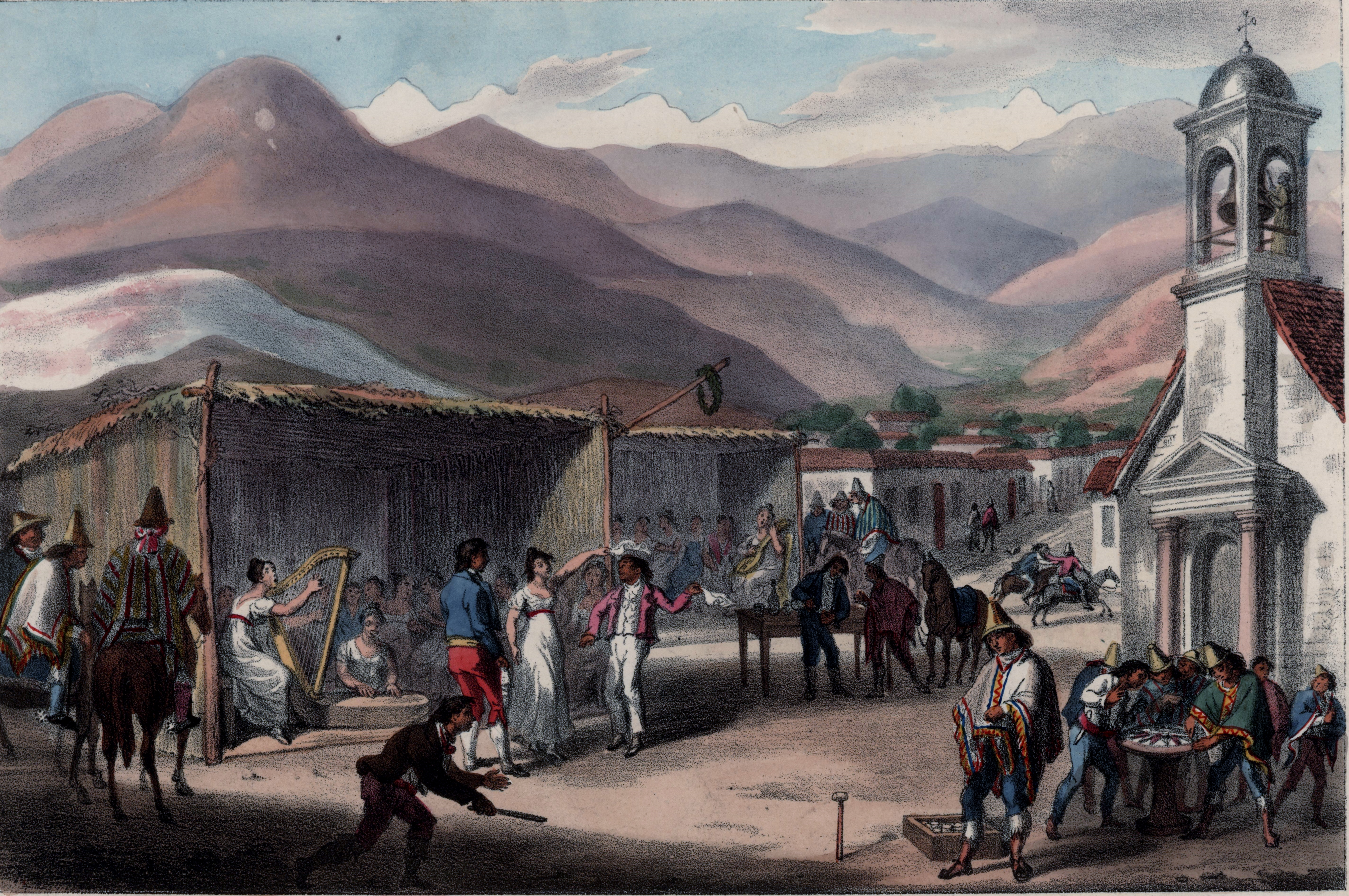
Escenas en una feria